# Ornithocythere aetodes
Ornithocythere aetodes är en kräftdjursart som beskrevs av Hobbs III 1970. Ornithocythere aetodes ingår i släktet Ornithocythere och familjen Entocytheridae. Inga underarter finns listade i Catalogue of Life.